# ごきぶりサラダ
ごきぶりサラダ (独: Kakerlakensalat) とは、ドイツの玩具メーカー、ドライ・マギアが2007年から発売しているカードゲームである。ジャック・ゼメ制作。

## 概要
プレイ人数は2人から6人で、対象年齢は6歳以上。
トマト、レタス、カリフラワー、パプリカの4種類の野菜のカードとそれぞれの野菜とごきぶりが描かれたごきぶりカード4種類の計8種類のカードを用いる。
姉妹作としてごきぶりスープがある。

## ゲームの進行
全てのカードをプレイヤーに配り、順番に手札を見ずに1枚ずつ場にカードを提示していく。
野菜のカードが出たらカードを出したプレイヤーは基本的にはそのカードに描かれている野菜の名前を言うが、それが前の人が言った野菜および前の人が出したカードと同じであった場合はそれらとは別の野菜の名前を言わなければならなくなる。この際に間違えた名前を発言したり、少しでも言葉に詰まったらそのプレイヤーはその場に出ているカードをすべて受け取る。
ごきぶりカードが出たらごきぶりと言い、それ以降は別のごきぶりカードが出るまでその全てのプレイヤーはごきぶりカードに描かれた野菜が言ってはいけない状態となり、そのカードが出た場合は他の野菜の名前を言わなければいけなくなる。
最初に手持ちのカードが無くなったプレイヤーの勝利となる。